# Plotòsids

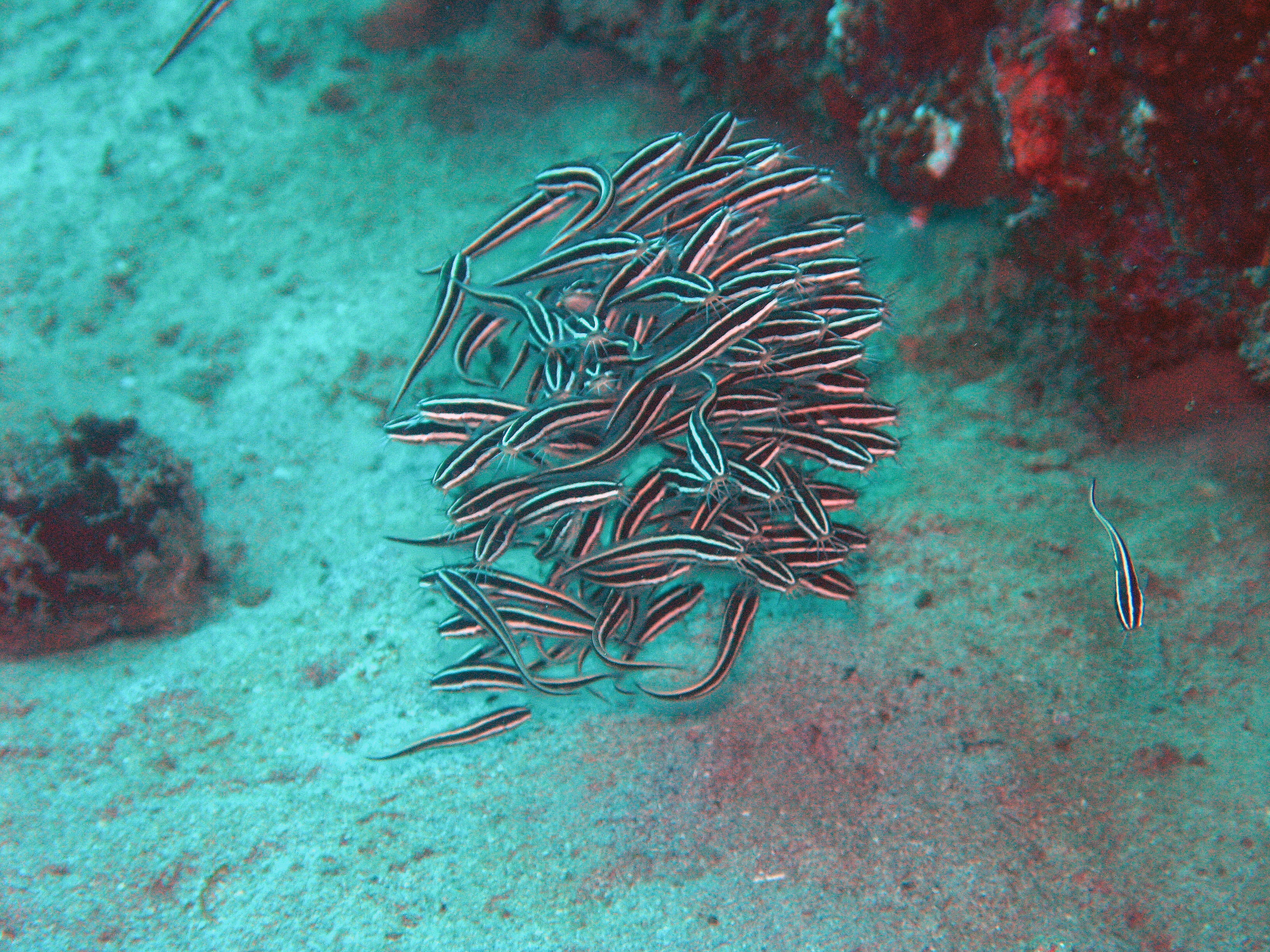
Plotosus lineatus fotografiats a Manado (nord de Sulawesi, Indonèsia).

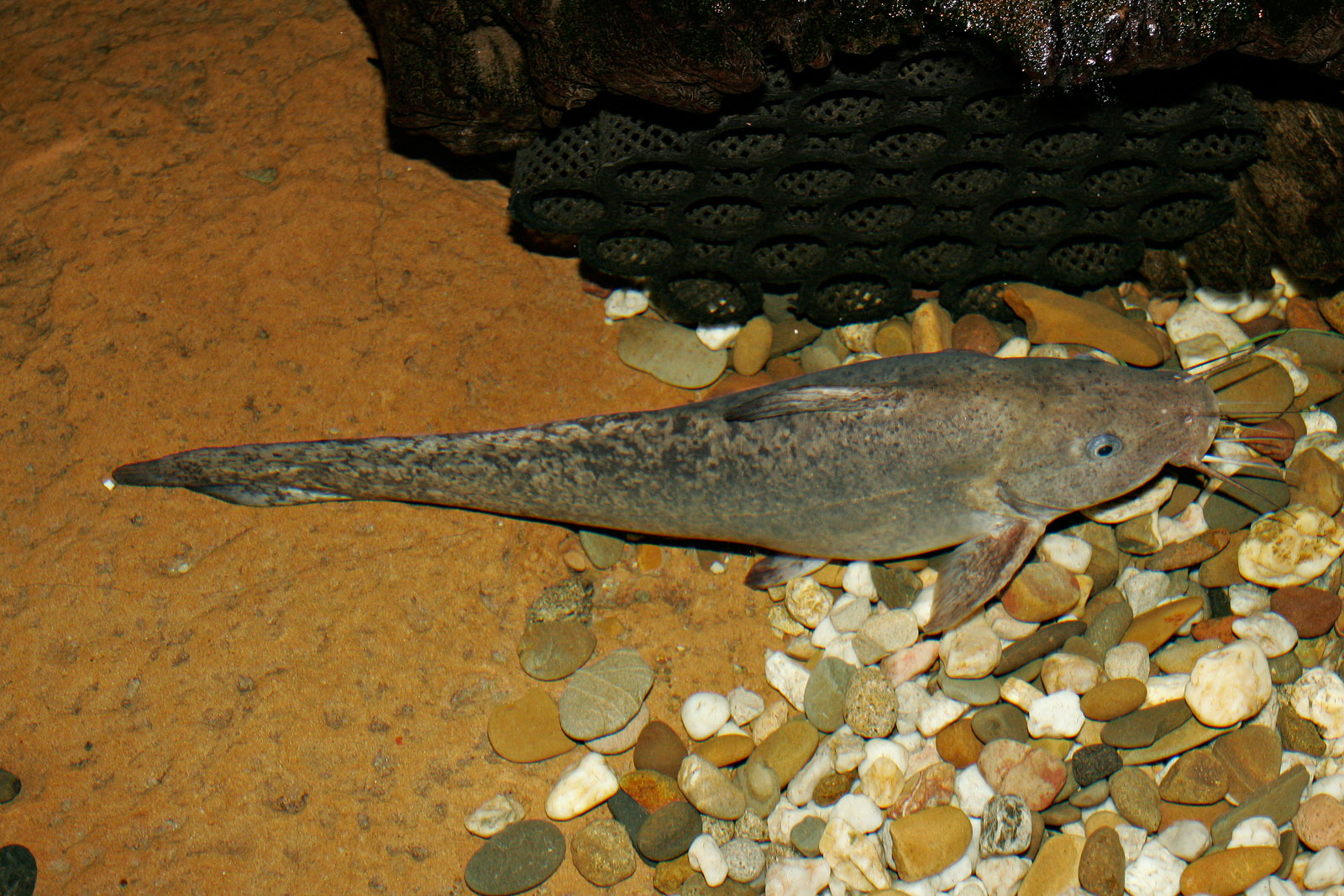
Un Tandanus tandanus

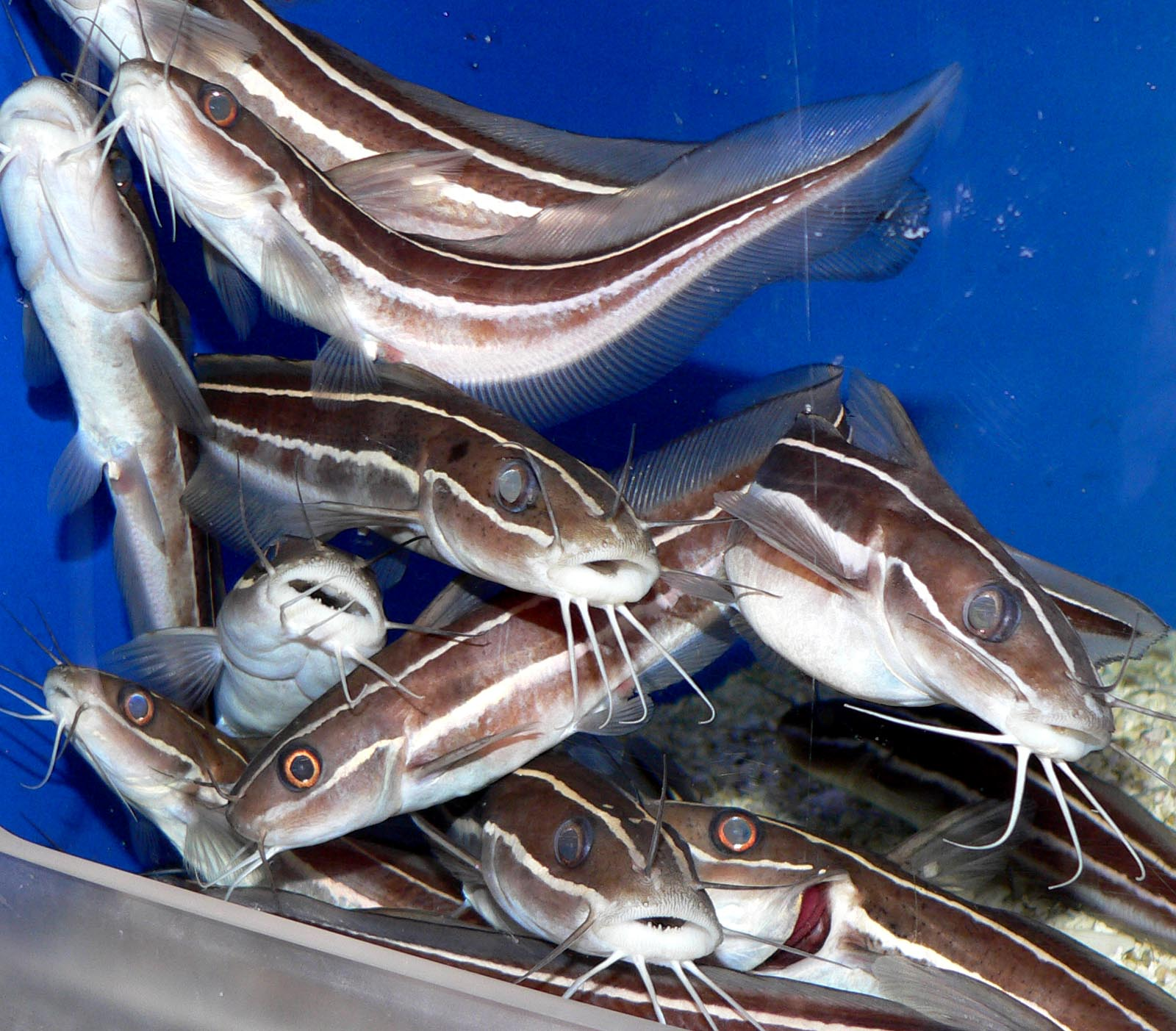
Plotosus lineatus

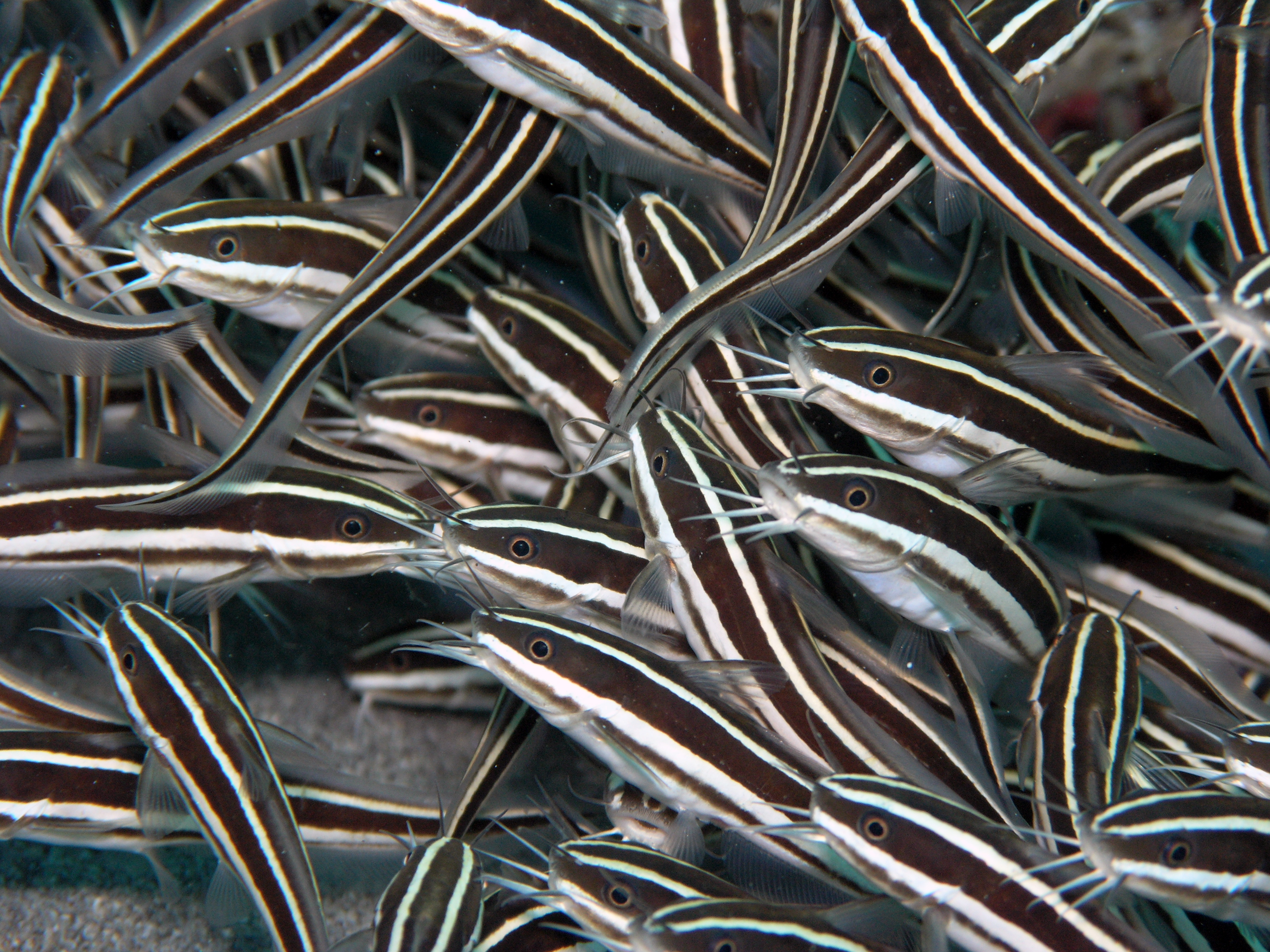
Mola de Plotosus lineatus fotografiada al nord de Sulawesi (Indonèsia).

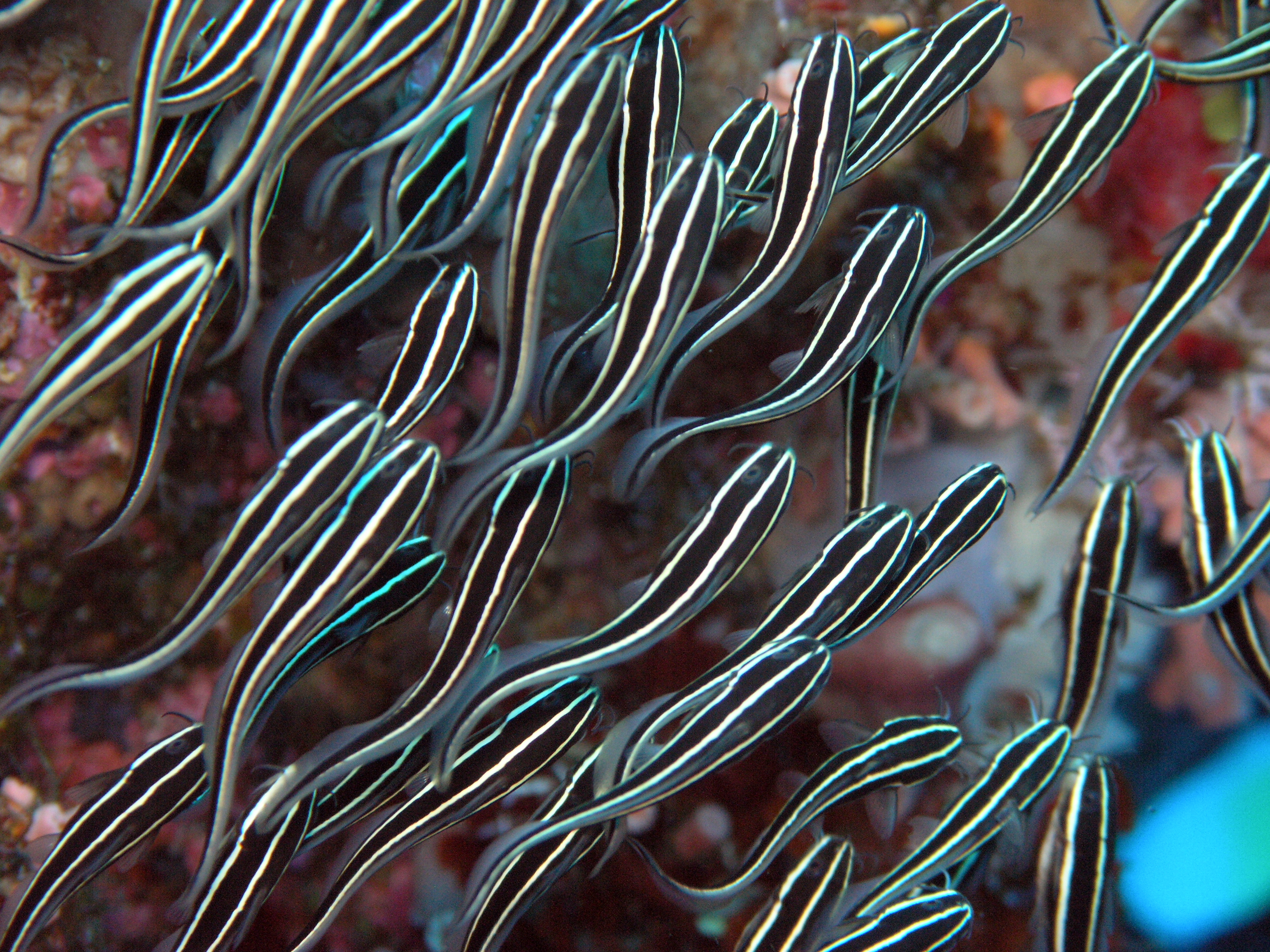
Plotosus lineatus

La família dels plotòsids (Plotosidae) és constituïda per peixos actinopterigis de l'ordre dels siluriformes.

## Morfologia
- Tenen la cua allargada d'una manera semblant a l'anguila.
- La majoria de les espècies tenen quatre parells de barbes sensorials.[2]

## Alimentació
Fan servir llurs barbes al voltant de la boca per detectar l'aliment.

## Distribució geogràfica
Es troba des del Japó fins a Austràlia i Fiji.

## Observacions
Algunes espècies poden causar ferides doloroses, així, i a tall d'exemple, les picades de Plotosus lineatus poden ésser mortals.

## Gèneres i espècies
- Anodontiglanis (Rendahl, 1922)[4]
  - Anodontiglanis dahli (Rendahl, 1922)
- Cnidoglanis (Günther, 1864)[5]
  - Cnidoglanis macrocephalus (Valenciennes, 1840)
- Copidoglanis
  - Copidoglanis curtus (Saville-Kent, 1889)
  - Copidoglanis levis (Saville-Kent, 1889)
- Euristhmus (Ogilby, 1899)[6]
  - Euristhmus lepturus (Günther, 1864)
  - Euristhmus microceps (Richardson, 1845)
  - Euristhmus microphthalmus (Murdy & Ferraris, 2006)
  - Euristhmus nudiceps (Günther, 1880)
  - Euristhmus sandrae (Murdy & Ferraris, 2006)
- Neosiluroides (Allen & Feinberg, 1998)[7]
  - Neosiluroides cooperensis (Allen & Feinberg, 1998)
- Neosilurus (Steindachner, 1867)[8]
- Oloplotosus (Weber, 1913)[9]
  - Oloplotosus luteus (Gomon & Roberts, 1978)
  - Oloplotosus mariae (Weber, 1913)
  - Oloplotosus torobo (Allen, 1985)
- Paraplotosus (Bleeker, 1862)[10]
  - Paraplotosus albilabris (Valenciennes, 1840)
  - Paraplotosus butleri (Allen, 1998)
  - Paraplotosus muelleri (Klunzinger, 1880)
- Plotosus (Lacépède, 1803)[11]
- Porochilus (Weber, 1913)[9]
  - Porochilus meraukensis (Weber, 1913)
  - Porochilus obbesi (Weber, 1913)
- Tandanus (Mitchell, 1838)[12]
  - Tandanus bostocki (Whitley, 1944)
  - Tandanus tandanus (Mitchell, 1838)[13][14][15][16][17][18][19]